# Justin Peca
Justin Peca (Toronto, 17 agosto 1970) è un allenatore di hockey su ghiaccio ed ex hockeista su ghiaccio canadese naturalizzato italiano.
Con la maglia dell'HCJ Milano Vipers ha vinto quattro scudetti (consecutivamente dal 2002-2003 al 2005-2006), due coppe Italia (2004 e 2005) e due supercoppe italiane (2002 e 2006).
Con la maglia della nazionale italiana ha giocato un'edizione del campionato del mondo di gruppo élite (2002) e tre di prima divisione (2003, 2004 e 2005).